# Navetes de Canyamel

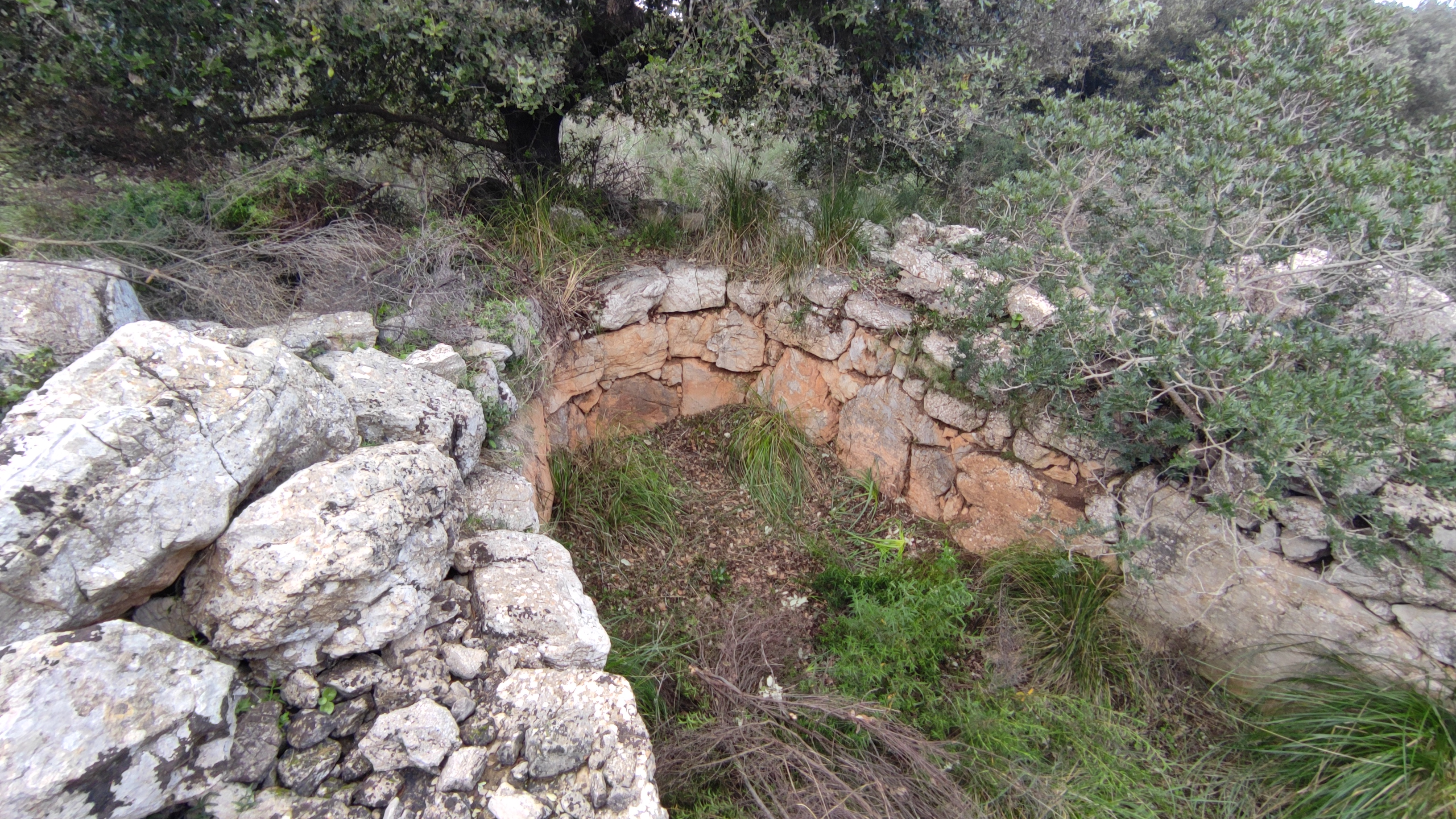
Ábside de la naveta excavada de Canyamel

Navetes de Canyamel es un yacimiento arqueológico de época pretalayótica. El acceso a él es dificultoso, ya que está situado en una propiedad privada y muy escondido entre la vegetación. Hay que atravesar un campo de cultivo de gran dimensión hasta llegar a las proximidades de la montaña de l'Àngel.
En cuanto al estado de conservación hay que decir que el yacimiento arqueológico, que fue excavado en los años 70, se mantiene en un buen estado. En particular, el yacimiento de l'Àngel se encuentra en un excelente estado. Sin embargo, las navetas de Baix des llindar no fueron excavadas. 

## Localización
La visita a los navetiformes de Canyamel entrañan una cierta dificultad, pero se trata de uno de los pocos conjuntos en que al menos uno de estos monumentos conserva una cierta altura, permitiéndonos imaginar su aspecto cuando servían de habitación desde los tiempos pretalayóticos. Desde la torre de Canyamel en dirección a la playa sale una pared de piedra que bordea la carretera por su lado derecho durante unos 500 m. Cuando acaba comienza un gran terreno de cultivo cerrado por una alambrada. Detrás se contemplan diversas montañas, una de ellas conocida por el nombre l’Angel. En esta extensión se encuentran dos grupos de navetiformes y uno aislado. 
Comenzando por el más oriental, hay que buscar la alambrada que cierre este terreno por la parte que da al mar. Siguiendo esa dirección hasta entrar en el bosque, será en apenas 10 o 20 metros con el primer grupo. A unos 100 metros hacia la torre de Canyamel se halla un conjunto de navetiformes conocidos como Del baix des Llindar. Siguiendo en dirección al Coll de sa coma freda, bajo el pico denominado l’Angel y cerca de un horno de cal se encuentra el navetiforme de l’Angel. 

## Grado de conservación y potencialidad para la visita
Visitar este yacimiento es prácticamente imposible, ya que se encuentra en una zona privada y sin ningún tipo de señalización. Este yacimiento carece de monumentalidad del conjunto así como una significación histórica, ya que alguno de ellos no ha sido excavado y los otros llevan abandonados desde la década de los 70 y la distancia entre yacimientos hace que no tengan un valor como conjunto. Por otra parte, tampoco pose potencialidad turístico-educativo, ya que no están incluidos en las guías turísticas. Tampoco existen web ni recursos multimedia. A causa de su estado de abandono desde los años 70, el yacimiento se ha cubierto de vegetación y hace difícil su visibilidad.

## Navetiformes dobles
Este conjunto consiste en un naviforme doble, que fue excavado entre finales de los años 60 y principios de los 70 bajo la dirección de G. Rosselló. Existen dos navetas, primero se construyó una (la más grande) y luego se le adosó otra más pequeña en el lado sur. En la grande no se encontró nada que denote que era usada por personas, pero, ofrece una visión bastante completa de su planta alargada y el ábside. Su longitud es de 18 metros, y el grosor de los muros laterales alcanza los 2,5 metros. En cambio; en la más pequeña, que tiene un ancho de 3,5 metros en su parte central y conserva una losa que sirve de escalón de entrada, se encontraron objetos, posiblemente de época talayótica inicial, así como un elaborado hogar para el fuego similar al de otras navetas de habitación. Este hogar consiste en una explanada ovalada de un metro de larga aproximadamente, y en uno de sus extremos, un espacio cuadrado tapado en tres de sus lados por losas planas puestas verticalmente. Este espacio era donde se mantenía el fuego, y la plataforma ovalada de delante de su abertura servía para la manipulación de los objetos de cocina. La zona de la entrada de este naviforme está semicerrada por un pequeño muro transversal, también bastante habitual en estas construcciones.
Estas navetas tienen buen aspecto debido a que, gracias a su excavación, sus paredes conservan casi dos metros de altura en algunos sitios. Sin embargo, su estado de abandono es total, y algunas piedras de sus paredes ya han caído en su interior desde que este quedó vacío tras finalizar los trabajos.

## Baix des Llindar
En este yacimiento hay cuatro navetiformes adosados, además de otros restos que podrían haber formado parte de un poblado. Pero al no haber sido excavadas, parece que la primera construcción fue la situada más al este, y que las otras cámaras se construyeron apoyándose en ella. De esta manera, solo podemos observar una hilada de piedras que sobresale del suelo, y una de las navetas está prácticamente desaparecida. Pero las otras tres parecen estar bastante completas por lo que, si se excavaran, podríamos encontrarnos con paredes de casi dos metros de altura, como ocurre con la naveta doble. En cambio, al no estar excavados, apenas conserva una altura de medio metro, muy cubierto por la vegetación.

## L'Àngel
Este naviforme tiene aspecto de estar en un estado de conservación bastante bueno, pero una gran parte del navetiforme ha sido reconstruido y tan solo las primeras hiladas corresponden a la base, las cuales están realizadas con una técnica constructiva pretalayótica. Las grandes piedras de la base de sus paredes son claramente pretalayóticas. La cámara hace 11,5 metros de longitud y 3,2 de ancho en la parte central. El grueso de las paredes laterales es de 2,2 metros y la altura máxima también es de 2,2 metros. Aunque el techo está hundido, todavía se puede apreciar bastante una parte del ábside reconstruido con el sistema de aproximación de las hileras. Además, en el exterior de su pared norte, tiene insertadas unas piedras que hacen escalera. Esta técnica parece que sí que se conocía en época talayótica, pero no durante el bronce antiguo (época pretalayótica). Al lado mismo de la pared de esta construcción hay un horno de cal en ruinas, que tampoco debe ser confundido con un talayot. La construcción del Angel es uno de esos raros casos en que un navetiforme ha conservado una altura semejante a la original. El hecho de estar situado fuera de los terrenos de cultivo lo salvó de una destrucción segura.

## Los navetiformes
Una de las grandes creaciones de este período son las estructuras conocidas como navetas, naviformes o navetiformes. Se trata de grandes cámaras alargadas, abiertas por un extremo y acabadas en forma absidial por el otro. Sus muros están construidos con grandes piedras, tenían forma inclinada, cerrándose a medida que iban ganando altura. En su parte superior estarían rematados por un cerramiento de arcilla y ramas.
Estas construcciones han sido llamadas navetas por su similitud con una nave puesta al revés, sin embargo, en terminología arqueológica se reserva la denominación navetas a los monumentos menorquines que tenían una finalidad funeraria. Las navetas seguían la disposición de las cuevas artificiales, con una entrada pequeña, a veces provista de ante cámara y una cámara interior que podía tener doble piso. Las navetas mallorquinas no son nunca de enterramiento, sino de habitación. Para diferenciarlas son denominadas navetiformes o naviformes. Tenían también forma de nave invertido, pero sin frontis o fachada ya que estaban abiertas por uno de sus lados para facilitar el acceso y la ventilación. A veces se apoyaban unas en otras formando los navetiformes geminados. 